# Société des droits de l'homme et du citoyen
Ne doit pas être confondu avec Société des droits de l'homme.
La Société des droits de l'homme et du citoyen est une ligue fondée en mai 1888 par Georges Clemenceau, Arthur Ranc, Georges Hervé, Alexandre Isaac, Jules Joffrin et Prosper-Olivier Lissagaray. 
Ce dernier en devint le secrétaire, tandis que Clemenceau préside la Société, qui vise à rassembler les diverses tendances républicaines contre la vague boulangiste qui menace de s'emparer du pouvoir. Elle réunit surtout des radicaux-républicains aux socialistes possibilistes. En effet, cette alliance avec les socialistes entraîne le rejet des opportunistes, proches de Jules Ferry, qui préfèrent adhérer à l'Association nationale républicaine.
Elle se donne pour objet : « La défense de la République par la lutte sans merci contre toute entreprise de réaction et de dictature ».
La ligue s'étant formée au Grand Orient de France, rue Cadet, ses membres ont été qualifiés de « cadettistes » par leurs opposants. À cette fondation, il y a 430 personnalités, Jules Joffrin et Arthur Ranc sont les vice-présidents, Lissagaray en est le secrétaire général, Jean Allemane le secrétaire général adjoint, Paul Brousse et Stephen Pichon sont secrétaires tandis que Ernest Lefèvre est le trésorier. La Société ne fait cependant que peu parler d'elle et dès juin, les quelques opportunistes quittent la société face à la demande de révision tandis que les socialistes la quitte en août car le danger boulangiste n'existe plus. La société se réactive entre janvier et mars 1889 avant de perdre sa raison d'être avec la réunification des républicains contre le boulangisme et le dernière réunion a lieu le 23 juillet 1889.
Pour Denis Lefebvre, la Société des droits de l'homme et du citoyen « constitue la première manifestation de l'entrée de la Franc-maçonnerie dans la IIIe République. Elle avait aussi une autre finalité : expliquer dans les loges ce qu'était le boulangisme et ses dangers, alors que certains « frères » étaient séduits par le général... » À travers sa défense de la République par-delà les différentes familles politiques, il compare la démarche à celle du front républicain sous la Ve République.

## Membres notables
- Jean Allemane[2]
- Augustin Avrial[2]
- Charles Boysset[2]
- Paul Brousse[2]
- Raoul Canivet[5]
- Jean-Claude Colfavru[2]
- Edme Charles Chabert[2]
- Émile Chautemps[2]
- Georges Clemenceau[2]
- Alphonse Darlot[2]
- Eugène Fournière[2]
- Anatole de La Forge[2]
- Jules Gaillard[2]
- Jules Joffrin[2]
- Jean-Marie-Arthur Labordère[2]
- René Laffon[2]
- Sigismond Lacroix[2]
- Charles Laurent[2]
- Aimé Lavy[2]
- Ernest Lefèvre[2]
- Prosper-Olivier Lissagaray[2]
- Henri Maret[2]
- Félix Mathé[2]
- Stylite-Alexandre Paulard[2]
- Camille Pelletan[2]
- Stephen Pichon[2]
- Arthur Ranc[2]
- Tony Révillon[2]
- Victor Schœlcher[2]
- Victor Simond[2]
- Paul Strauss[2]
- Gaston Thomson[2]

## Le Bilan de Boulanger
Dans Le Bilan de Boulanger, Lissagaray raconte ainsi :
« À ces diverses manifestations de l'indignation républicaine provoquée par les débuts du boulangisme, il fallait une conclusion pratique. De tous côtés, on le comprit. D'abord, la jeunesse républicaine s'organisa en Ligue antiplébiscitaire, à laquelle firent aussitôt adhésion tous les républicains du Parlement et de la presse. Une autre Société se fonda bientôt, au milieu d'un profond mouvement d'enthousiasme, entre les nuances les plus diverses et jusqu'alors les plus divisées de l'opinion républicaines. Sur l'appel de MM. Clemenceau, Joffrin et Ranc, la Société des droits de l'homme et du citoyen s'organisait.

(...)
Appartenant aux fractions diverses de la grande famille républicaine, nous croyons qu'une entente entre tous ceux qui sont demeurés fidèles à la République est nécessaire pour mettre un terme à l'aventure boulangiste, si humiliante pour notre pays. [...] Nous fondons la Société des droits de l'homme et du citoyen. Elle a pour objet la défense de la République, par la lutte sans merci contre toute entreprise de réaction de dictature. »